# خائیمه لورنته
خائیمه لورنته (اسپانیایی: Jaime Lorente‎؛ زادهٔ ۱۲ دسامبر ۱۹۹۱) بازیگر اهل اسپانیا است. وی از سال ۲۰۱۶ میلادی تاکنون مشغول فعالیت بوده‌است.
از فیلم‌ها یا برنامه‌های تلویزیونی که وی در آن نقش داشته‌است، می‌توان به دیسکو، ایبیزا، لوکومیا، خانه  کاغذی، چه کسی را با خود به یک جزیره متروک می‌برید؟ و الیت اشاره کرد.